# 동양학연구원

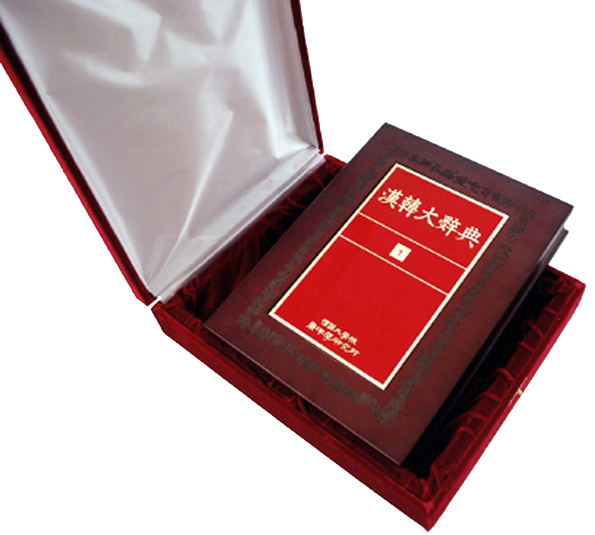
『한한대사전』(색인포함 전 16권)
(檀國大 漢韓大辭典)

동양학연구원(東洋學硏究院)은 단국대학교에서 1970년 9월 28일 동양학연구소 발족한 연구기관이다. 초대 소장으로 이승욱 교수가 취임했고 초대 연구간사는 황패강 교수였다. 1971년 1월 1일 제2대 소장으로 이희승 박사가 취임하였다.
단국대학교 동양학연구원이 웹 기반 상용화를 위해 진행하고 있는 `디지털한한대사전`에 `한컴오피스 2010`의 공식글꼴인 `함초롬` 글꼴을 제공하는데 단국대학교 동양학연구원과 한글과컴퓨터(한컴)은 상호협력 협약을 맺고 2008년 세계 최대 규모로 완간된 단국대학교 동양학연구원의 『한한대사전』을 기반으로 보다 완벽한 한자어 검색 서비스를 지원하게 되었다.
단국대학교와 한글과컴퓨터(한컴)에서는 기존 한자 자형의 오류 및 일본이나 중국식 자형으로 잘못 등록된 한자 자형의 정비, 음훈 정보가 없는 2만여 한자에 대한 정비 사업을 진행함으로써 일반 이용자는 물론, 연구자와 학계를 위한 보다 전문화된 서비스를 제공할 계획이라고 밝혔다.

## 설립목적
단국대학교 동양학연구원은 한국문화를 기축으로 동양문화에 관한 제 문제를 연구하며, 대학교육의 질적 향상과 인류문화의 발전에 기여함을 목적으로 하고 있다.

## 연구내용

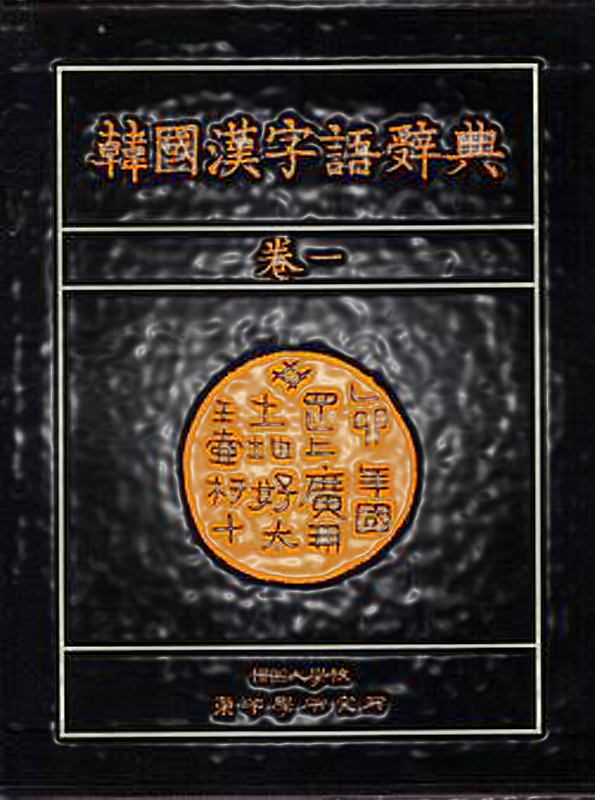
『한국한자어사전』(전4권)
(檀國大 韓國漢字語辭典)

- 한국문화를 기축으로 하는 동양문화의 연구
- 연구논문집 및 연구총서의 간행
- 『한한대사전』, 『한국한자어사전』 편찬
- 기타사전류 편찬
- 디지털한한대사전사업
- 중점연구소사업
- 토대기초과제 연구사업
- 아젠다1 연구사업, 아젠다2 연구사업
- 거점번역연구소사업
- 단국서당 지원
- 동양학학술회의, 동양학학술심포지움, 정기연구발표회 및 각종 학술행사 개최
- 연구원의 해외파견 및 해외학자의 초청
- 부속 자료실의 운영 및 연구자료의 수집과 정리
- 기타 본 연구소 목적에 수반하는 사업

## 역사
- 1970년 9월 28일 동양학연구소 발족. 초대 소장 이승욱 교수 취임. 초대 연구간사 황패강 교수.

- 1971년 1월 1일 제2대 소장으로 이희승 박사 취임

- 1971년 7월 1일 동양학 기본자료 등을 구입하여 자료실 설치 - 대만국립중앙연구원역사언어연구소, 일본동경대학동양문화연구소 등
- 1971년 8월 1일 동양학총서 제1집 『훈몽자회』(訓夢字會) 출간.

- 1971년 10월 25일 연구소 학술지 『동양학』(東洋學) 제1집 출간.
- 1971년 10월 26일 제1회 동양학학술회의 개최.
- 1976년 11월 5일 『한한대사전』(漢韓大辭典) 편찬에 관한 계획 수립.
- 1977년 10월 10일 25사 초간 발행(韓中日 關係史資料集1 二十五史抄 發刊).
- 1992년 9월 23일 『한국한자어사전』(韓國漢字語辭典) 1권 출간.
- 1999년 3월 25일 『한한대사전』(漢韓大辭典) 1권 출간.
- 2008년 10월 28일 『한한대사전』완간 기념식.

- 2008년 12월 17일 『한한대사전』완간기념 사전학 국제학술회의 개최.
- 2011년 9월 1일 단국대학교 동양학연구소가 동양학연구원으로 승격.
- 2017년 9월 1일  <한국한자어사전> 디지털화 성공, ㈜네이버와 함께 인터넷 검색 서비스 시작

## ‘한국한자어사전’ 디지털화 성공
단국대는 동양학연구원이 ㈜네이버와 함께 2017년 9월 1일부터 <한국한자어사전> 인터넷 검색 서비스를 시작한다고 밝혔다. 단국대 동양학연구원은 2010년부터 <한국한자어사전>을 한국지명, 용어 등을 현대적으로 재해석해 디지털로 구축하는 사업을 진행해왔다. 한국식 한자는 한자어 중에 중국이나 일본에서는 쓰이지 않고 한반도에서 자생적으로 생겨나거나 만들어진 한자어를 가리킨다. 우리 음을 한자로 표기하기 위해 선조들이 만든 언어유산이다. 단국대 동양학연구원이 공개한 <한국한자어사전> 검색 서비스를 통해 전문연구자는 물론 일반 대중도 고유 한국한자어 콘텐츠를 손쉽게 접할 수 있게 된다.

## 단국서당
단국서당은 동양학연구원이 운영하는 한문교육과정으로, 동양학연구원뿐만 아니라 단국대학교내의 고전번역 점문 인력을 양성하는 것을 궁극적 목표로 2012년 3월부터 1기생을 모집하였다.
단국대학교 학생들을 대상으로 하는 ‘기초반’을 통해 학생들이 한문해독의 기초적 능력을 갖추도록 하고, 단국서당 사업의 확장성을 제고하는데 기초반을 수료한 학생들 가운데 선발된 인원을 대상으로 ‘심화전문반’을 운영하여 한문 해독능력을 강화하고, 나아가 단국서당, 고전강독클러스터, 번역거점연구소, 번역실 사이의 인력 양성 선순환 구조를 확립하고 있다.
또한 지역 주민을 대상으로 하는 ‘교양반’을 운영하여 지역 주민 재교육에 기여하고, 동양학연구원이 지역 사회와 소통할 수 있는 장을 마련하고, 동양학연구원과 단국대학교를 지역사회에 홍보할 수 있는 기회를 가지고자 설치하였다.

## 학술지
대학 연구소로는 처음으로 동양학총서 제1집 『훈몽자회』(訓夢字會)를 단행집 형식으로 출간하였고 설립 이후 학술지 『동양학』을 매년 간행하여 1998년 현재 제28집까지 발간하였다. 기타 단행본으로 『유합』(類合)·『천자문』 (千字文)·『박은식전서』(朴殷植全書)·『여씨향약언해』(呂氏鄕約諺解)를 출간하였다.
또한 퇴계 이황의 14대손이며 단국대 석좌교수였던 연민 故 이가원 박사는 한학과 국학 발전에 기여했으며 1987년 자신이 평생을 걸려 모아놓은 소장하고 있던 책자, 서화, 병풍 등 3만점을 단국대에 기증했다. 단국대학교에서는 2007년 신축된 죽전캠퍼스내에 자료를 보관할 수 있는 '연민기념관'이라는 별도의 건물을 설립하였고 이후 동양학연구원에서는 단국대에 소장하고 있는 ≪연민문고≫의 자료적 가치를 알리기 위해 역점을 두고 있다.
이러한 학술적 기반을 토대로 동양학연구원은 한국학을 중심으로 한 동양학 발전에 기여하기 위해 학술심포지엄을 개최하고 있는데 1977년 10월 10일에는 한국·중국·일본 3국의 문화교섭사자료집 간행의 첫 사업으로 우선 『이십오사』(二十五史)를 간행하였으며, 1995년 『한국한자어사전』 전4권을 발행하였다.
1997년 ‘한국근대문화의 특성’이라는 공동주제 아래 제27회 동양학국제학술회의를 가졌고 서울 한남동에서 경기도 용인의 죽전으로 이전 후에는 2007년을 시작으로 매년 가을 동양학학술회의를 개최하고 있다. 또한 동양학 국제학술회의, 번역학 학술회의, 사전학 국제학술회의 등을 비롯하여 해마다 중점연구소 연구과제 학술대회를 개최하고 있다.

## 학술 연구 실적
- 주요 연구
- 1971년 10월 25일 연구소 학술지 『동양학』(東洋學) 제1집 출간.
- 2007년 2월 9일 제1회 동양학연구소 학술 심포지움 개최.
- 2007년 10월 25일 개교 60주년 기념 국제학술회의 개최.

## 같이 보기
- 『한한대사전』
- 『한국한자어사전』